# Jåxholmen
Jåxholmen är en halvö i Finland. Den ligger i Kronoby i landskapet Österbotten, i den centrala delen av landet, 400 km norr om huvudstaden Helsingfors.